# Laguna Ikpek
La laguna Ikpek, il cui nome in lingua inuit significa "scogliera" o "banco di sabbia sulla costa", è una laguna lunga circa 18 km sita circa 50 km a nord est del capo Principe di Galles, la punta più occidentale della penisola di Seward, e quindi degli Stati Uniti d'America continentali, in Alaska. Alimentata da diversi piccoli ruscelli, e principalmente dal fiume Nuluk, che convergono in essa dalla terraferma, la laguna riceve anche acqua salata dall'oceano Pacifico soprattutto durante le fasi di alta marea e, assieme ad altre lagune e corpi d'acqua, come la laguna Lopp, sita circa 11 km a sud-ovest, e la laguna Arctic, ad essa adiacente, costituisce una striscia lagunare quasi continua che caratterizza la costa nordoccidentale della penisola di Seward, da capo Principe di Galles a capo Espenberg.

## Storia

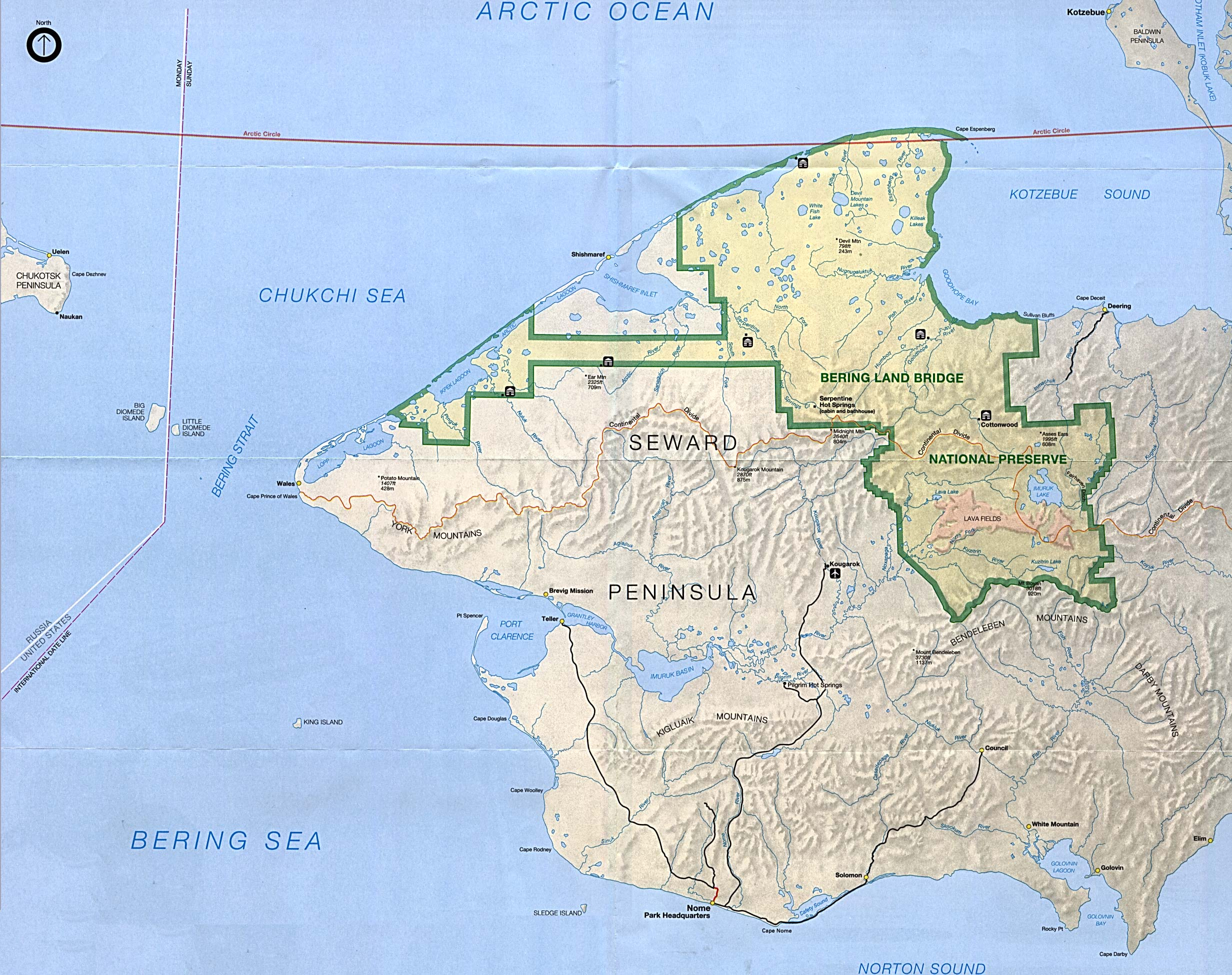
In questa mappa della riserva naturale di Bering Land Bridge è possibile osservare l'ubicazione della laguna Ikpek.

La regione circostante alla laguna, così come quelle limitrofe alle altre lagune della suddetta striscia lagunare, è stata oggetto di varie ricerche archeologiche che hanno portato alla luce tracce di diversi insediamenti dei primi abitanti dell'Alaska, i quali usavano la laguna come fonte di cibo, principalmente salmone e uccelli acquatici.
A partire dal dicembre del 1978, la laguna fa parte del territorio della riserva naturale di Bering Land Bridge.